# Zápas na Letních olympijských hrách 2016 – muži, volný styl do 65 kg
Zápasy v ve volném stylu na Letních olympijských hrách v Riu v kategorii lehkých vah mužů proběhly v hale Carioca Arena 2 v přilehlé části Ria de Janeira v Barra da Tijuca 21. srpna 2016.

## Finále
| finále         |                |
| -------------- | -------------- |
| Togrul Asgarov | Soslan Ramonov |
| Soslan Ramonov | Soslan Ramonov |

## Opravy / O bronz
Do oprav se dostali volnostylaří, kteří během turnaje v pavouku prohráli svůj zápas s jedním ze dvou finalistů.
| opravy           | opravy                  | o bronz                 |                   |
| ---------------- | ----------------------- | ----------------------- | ----------------- |
| volný los        | Andrij Kvijatkovský     | Frank Molinaro          | Frank Chamizo     |
| volný los        | Andrij Kvijatkovský     | Frank Molinaro          | Frank Chamizo     |
|                  | Frank Molinaro          | Frank Molinaro          | Frank Chamizo     |
|                  |                         | Frank Chamizo           | Frank Chamizo     |
| Alejandro Valdés | Haislan García          | Ganzorigín Mandachnaran | Ixtiyor Navroʻzov |
| Haislan García   | Haislan García          | Ganzorigín Mandachnaran | Ixtiyor Navroʻzov |
|                  | Ganzorigín Mandachnaran | Ganzorigín Mandachnaran | Ixtiyor Navroʻzov |
|                  |                         | Ixtiyor Navroʻzov       | Ixtiyor Navroʻzov |

## Pavouk
|   | 1/32                     | 1/16                     | čtvrtfinále             | semifinále        | finále         |
| - | ------------------------ | ------------------------ | ----------------------- | ----------------- | -------------- |
| A | volný los                | Frank Chamizo            | Frank Chamizo           | Frank Chamizo     | Togrul Asgarov |
| A | volný los                | Frank Chamizo            | Frank Chamizo           | Frank Chamizo     | Togrul Asgarov |
| A | volný los                | Davit Safarjan           | Frank Chamizo           | Frank Chamizo     | Togrul Asgarov |
| A | volný los                | Davit Safarjan           | Frank Chamizo           | Frank Chamizo     | Togrul Asgarov |
| A | volný los                | Zurab Ijakobišvili       | Zurab Ijakobišvili      | Frank Chamizo     | Togrul Asgarov |
| A | volný los                | Zurab Ijakobišvili       | Zurab Ijakobišvili      | Frank Chamizo     | Togrul Asgarov |
| A | volný los                | Amas Daniel              | Zurab Ijakobišvili      | Frank Chamizo     | Togrul Asgarov |
| A | volný los                | Amas Daniel              | Zurab Ijakobišvili      | Frank Chamizo     | Togrul Asgarov |
| B | volný los                | Togrul Asgarov           | Togrul Asgarov          | Togrul Asgarov    | Togrul Asgarov |
| B | volný los                | Togrul Asgarov           | Togrul Asgarov          | Togrul Asgarov    | Togrul Asgarov |
| B | volný los                | Andrij Kvijatkovský      | Togrul Asgarov          | Togrul Asgarov    | Togrul Asgarov |
| B | volný los                | Andrij Kvijatkovský      | Togrul Asgarov          | Togrul Asgarov    | Togrul Asgarov |
| B | volný los                | Frank Molinaro           | Frank Molinaro          | Togrul Asgarov    | Togrul Asgarov |
| B | volný los                | Frank Molinaro           | Frank Molinaro          | Togrul Asgarov    | Togrul Asgarov |
| B | volný los                | Magomedmurad Gadžijev    | Frank Molinaro          | Togrul Asgarov    | Togrul Asgarov |
| B | volný los                | Magomedmurad Gadžijev    | Frank Molinaro          | Togrul Asgarov    | Togrul Asgarov |
| C | volný los                | Ixtiyor Navroʻzov        | Ixtiyor Navroʻzov       | Ixtiyor Navroʻzov | Soslan Ramonov |
| C | volný los                | Ixtiyor Navroʻzov        | Ixtiyor Navroʻzov       | Ixtiyor Navroʻzov | Soslan Ramonov |
| C | volný los                | Adam Batyrov             | Ixtiyor Navroʻzov       | Ixtiyor Navroʻzov | Soslan Ramonov |
| C | volný los                | Adam Batyrov             | Ixtiyor Navroʻzov       | Ixtiyor Navroʻzov | Soslan Ramonov |
| C | volný los                | Franklin Gómez           | Franklin Gómez          | Ixtiyor Navroʻzov | Soslan Ramonov |
| C | volný los                | Franklin Gómez           | Franklin Gómez          | Ixtiyor Navroʻzov | Soslan Ramonov |
| C | Borislav Novačkov        | Borislav Novačkov        | Franklin Gómez          | Ixtiyor Navroʻzov | Soslan Ramonov |
| C | Mejsam Násirí            | Borislav Novačkov        | Franklin Gómez          | Ixtiyor Navroʻzov | Soslan Ramonov |
| D | Yogeshwar Dutt           | Ganzorigín Mandachnaran  | Ganzorigín Mandachnaran | Soslan Ramonov    | Soslan Ramonov |
| D | Ganzorigín Mandachnaran  | Ganzorigín Mandachnaran  | Ganzorigín Mandachnaran | Soslan Ramonov    | Soslan Ramonov |
| D | Jie'erlanpiekche Katchaj | Jie'erlanpiekche Katchaj | Ganzorigín Mandachnaran | Soslan Ramonov    | Soslan Ramonov |
| D | Sahit Prizreni           | Jie'erlanpiekche Katchaj | Ganzorigín Mandachnaran | Soslan Ramonov    | Soslan Ramonov |
| D | Haislan García           | Soslan Ramonov           | Soslan Ramonov          | Soslan Ramonov    | Soslan Ramonov |
| D | Soslan Ramonov           | Soslan Ramonov           | Soslan Ramonov          | Soslan Ramonov    | Soslan Ramonov |
| D | Alejandro Valdés         | Alejandro Valdés         | Soslan Ramonov          | Soslan Ramonov    | Soslan Ramonov |
| D | Mustafa Kaya             | Alejandro Valdés         | Soslan Ramonov          | Soslan Ramonov    | Soslan Ramonov |